# Regiele
Regiele (Duits: Regellen; 1938-1945: Glaubitz) is een plaats in het Poolse woiwodschap Ermland-Mazurië, gelegen in het district Gołdapski. De plaats maakt deel uit van de stad- en landgemeente Gołdap.